# Bushiella granulata
Bushiella granulata är en ringmaskart som först beskrevs av Carl von Linné 1767.  Bushiella granulata ingår i släktet Bushiella och familjen Serpulidae. Inga underarter finns listade i Catalogue of Life.